# Rhadinaea pegosalyta
Rhadinaea pegosalyta este o specie de șerpi din genul Rhadinaea, familia Colubridae, descrisă de Mccranie în anul 2006. Conform Catalogue of Life specia Rhadinaea pegosalyta nu are subspecii cunoscute.